# Hugo Lóndero
Hugo Horacio Lóndero Secullini (Colonia Caroya, 18 settembre 1946) è un ex calciatore argentino naturalizzato colombiano, di ruolo attaccante. Figura al terzo posto della classifica dei realizzatori della Categoría Primera A. Con le sue 222 marcature nelle 475 partite di prima divisione da lui disputate, occupa il duecentosedicesimo posto tra i realizzatori più prolifici nelle massime serie calcistiche di tutti i tempi.

## Caratteristiche tecniche
Giocò come centravanti; la sua caratteristica principale era il suo senso del gol. Era inoltre dotato di buone capacità realizzative sui calci piazzati e di un tiro potente.

## Carriera

### Club
Debuttò nel Gimnasia La Plata nel campionato argentino del 1967, lanciato dal tecnico José Varacka. Dopo una stagione in Argentina, venne acquistato dall'América de Cali per volere del tecnico Ángel Perucca; la società gli riconobbe un emolumento di 2.500 pesos mensili. La sua prima annata colombiana fu di un certo impatto: divenne difatti il miglior realizzatore del campionato, con ventiquattro gol. Nel 1971 ripeté l'impresa, stavolta con trenta marcature; l'anno seguente, le ventisette reti lo confermarono come l'attaccante più efficace del torneo. Nel 1973, cambiata squadra, vinse il suo primo titolo: il campionato nazionale colombiano con l'Atlético Nacional, risultato che raggiunse anche nel 1976. Nel suo periodo con il club di Medellín mantenne una media realizzativa di 0,46: ciò significa che segnava all'incirca una rete ogni due incontri. Lasciato l'Atlético, rimase comunque a Medellín, fimando per l'Independiente. Nel 1979 si trasferì a Pereira con il Deportivo, per poi terminare la carriera al Cúcuta Deportivo, a trentacinque anni. Durante la sua esperienza in Colombia ha realizzato 205 gol.

### Nazionale
Data la sua naturalizzazione colombiana, Efraín Sánchez, commissario tecnico della Nazionale di calcio della Colombia, lo convocò per la Copa América 1975; durante detta competizione, Lóndero presenziò in tre partite (di cui due delle tre finali), due volte da titolare e una da subentrato. In tutto ha assommato tre presenze, senza reti, con la Nazionale colombiana.

## Palmarès

### Club

#### Competizioni nazionali
- Campionato colombiano: 2

Atlético Nacional: 1973, 1976

### Individuale
- Capocannoniere della Categoría Primera A: 3

1969 (24 gol), 1971 (30 gol), 1972 (27 gol)